# Кизиласкерський сільський округ
Кизиласке́рський сільський округ (каз. Қызыләскер ауылдық округі, рос. Кызыласкерский сельский округ) — адміністративна одиниця у складі Мамлютського району Північноказахстанської області Казахстану. Адміністративний центр — село Кизиласкер.
Населення — 599 осіб (2021; 867 у 2009, 1248 у 1999, 1805 у 1989).
Станом на 1989 рік існувала Кизиласкерська сільська рада (села Кизиласкер, Нове, Роздольне, Степне).

## Склад
До складу округу входять такі населені пункти:
| Населений пункт  | Старі назви                            | Населення, осіб (1989) | Населення, осіб (1999) | Населення, осіб (2009) | Населення, осіб (2021) |
| ---------------- | -------------------------------------- | ---------------------- | ---------------------- | ---------------------- | ---------------------- |
| Кизиласкер, село | -                                      | 810                    | 560                    | 481                    | 423                    |
| Нове, село       | Айдагул                                | 295                    | 177                    | -                      | -                      |
| Роздольне, село  | Зурюк, Роздольє                        | 376                    | 287                    | 226                    | 94                     |
| Степне, село     | Романовський хутор, Романовський Хутор | 324                    | 224                    | 160                    | 82                     |